# Mitchellville (Iowa)
Mitchellville – miasto w Stanach Zjednoczonych, w stanie Iowa, w hrabstwach Jasper i Polk. W 2000 roku liczyło 1 715 mieszkańców.